# Không gian hai chiều

Hệ tọa độ Descartes hai chiều

Không gian hai chiều là một bối cảnh hình học trong đó hai giá trị (được gọi là tham số) là cần thiết để xác định vị trí của một phần tử (gọi là điểm). Tập hợp ℝ2 gồm các cặp số thực có cấu trúc phù hợp thường đóng vai trò là ví dụ chính tắc của không gian Euclid hai chiều. Để khái quát hóa khái niệm này, xem chiều.
Không gian hai chiều có thể được xem như một hình chiếu của vũ trụ vật lý lên một mặt phẳng. Thông thường, nó được coi là không gian Euclide và hai chiều này được gọi là chiều dài và chiều rộng.

## Lịch sử
Các phần từ I đến IV và VI của cuốn Cơ sở của Euclid đã đề cập đến hình học hai chiều, phát triển các khái niệm như đồng dạng, định lý Pythagore (Định lý 47), sự bằng nhau của góc và diện tích, sự song song, tổng các góc trong một tam giác và ba trường hợp trong đó các tam giác là "bằng nhau" (có cùng diện tích), và nhiều chủ đề toán học khác.
Sau đó, mặt phẳng được mô tả trong một hệ tọa độ Descartes, một hệ tọa độ chỉ định mỗi điểm duy nhất trong mặt phẳng bằng một cặp tọa độ số, là khoảng cách được ký từ điểm đến hai đường thẳng vuông góc cố định, được đo bằng cùng [[đơn vị chiều dài]]. Mỗi dòng tham chiếu được gọi là trục tọa độ hoặc ngắn gọn là trục của hệ tọa độ và điểm mà chúng gặp là gốc của nó, thường ở cặp tọa độ (0, 0). Các tọa độ cũng có thể được định nghĩa là vị trí của các hình chiếu vuông góc của một điểm lên hai trục, được biểu thị bằng khoảng cách đã đánh dấu từ gốc tọa độ.
Ý tưởng về hệ thống này được phát triển vào năm 1637 trong các tác phẩm của Descartes và được Pierre de Fermat nghiên cứu độc lập, mặc dù Fermat cũng nghiên cứu không gian ba chiều, và không công bố phát hiện này. Cả hai tác giả đã sử dụng một trục duy nhất trong các tác phẩm của họ và có chiều dài thay đổi được đo theo tham chiếu đến trục này. Khái niệm sử dụng một cặp tham số đã được giới thiệu sau đó, sau khi La Géométrie của Descartes được Frans van Schooten và các sinh viên của ông  dịch sang tiếng Latin vào năm 1649. Những nhà bình luận này đã giới thiệu một số khái niệm trong khi cố gắng làm rõ những ý tưởng có trong tác phẩm của Descartes.